# Женщины Канады во время Первой и Второй мировых войн
Женщины Канады во время Первой и Второй мировых войн стали незаменимыми в военные времена. Военный период требует максимальных усилий гражданского населения. Мужчины Канады должны были нести военный долг, а женщины играть важную роль в семье, в промышленности и уходе за больными.

## Период Первой мировой войны

### Довоенное время, сестринское дело

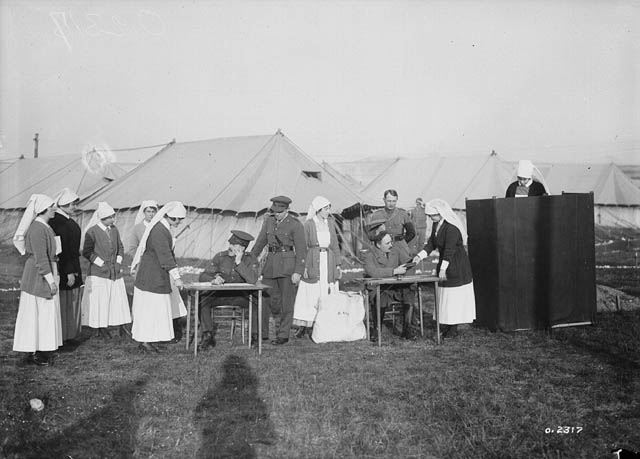
20 сентября 1917 года женщины получили ограниченное избирательное право. Сестры милосердия из канадской больницы во Франции были одними из первых женщин, принявших участие в любых всеобщих выборах

До Первой мировой войны канадские медсестры участвовали в Южноафриканской войне, Англо-Бурской войне и войне 1812 года. После создания медицинского департамента канадской армии в июне 1899 года была создана Служба медсестер канадской армии, и четыре канадские медсестры были направлены в Южную Африку. Они получили звание и жалованье. Ещё до окончания войны, 31 мая 1902 года, восемь канадских сестер милосердия и более 7000 канадских солдат добровольно отправились служить в Южную Африку. Однако Первая Мировая война позволила женщинам выйти в публичную сферу в условиях международного конфликта, как никогда ранее. Когда Британия объявила войну Германской империи, Канада автоматически была вынуждена воевать бок о бок с Англией. В начале войны в резерве числилось пять постоянных медсестер и 57 человек. Уход за больными считался уважаемым занятием для женщин, поскольку он воплощал в себе такие женские качества, как забота, исцеление и бескорыстие. В военное время уход за больными стал основным способом участия женщин в военных действиях и стал представлять собой особую форму национализма от имени канадских сестер милосердия. Сотрудники службы сестринского ухода за рубежом установили мемориальную доску в Пресвитерианской церкви Святого Андрея (Оттава), посвященную Матроне Маргарет Х. Смит, ветерану Южноафриканской войны и Первой мировой войны.

### Сестринское дело в период Первой мировой войны
На внутреннем фронте канадское правительство активно поощряло молодых людей записываться в королевские войска, напоминая им об их гражданском долге. Призыв правительства защищать и служить нашёл отклик и у женщин. По сути, женщина с сертификатом медсестры держала в руке билет к независимости и самостоятельности. Почти не было сомнений в том, что плакаты с призывами к активной службе, нацеленные на канадских мужчин, поражали медсестер сильнее, чем сообщения, призывающие женщин яростно вязать и экономить на домашнем очаге. В большей степени, чем любая предыдущая возможность, уход за больными позволил канадским женщинам служить нации таким образом, чтобы они обладали уникальной квалификацией. Женщины присоединились к военным противостояниям с энтузиазмом патриотизма и решимости доказать свою необходимость. К 1917 году медицинский корпус канадской армии включал 2030 медсестер. В общей сложности 3141 канадская медсестра служила в ВВС во время Первой мировой войны. Медсестры работали за сумму в 4,10 доллара в день, в то время как их коллеги-мужчины, сражающиеся на передовой, зарабатывали около 1,10 доллара в день. Сравнивая зарплату медсестер и пехотинцев, было очевидно, что канадские сестры милосердия играют очень важную роль на Западном фронте.
20 сентября 1917 года женщины получили ограниченное избирательное право. Сестры милосердия из канадской больницы во Франции были одними из первых женщин, принявших участие во всеобщих выборах.
Чтобы помочь в военных действиях, Джулия Грейс Уэйлс опубликовала канадский план, предложение создать посредническую конференцию, состоящую из интеллектуалов из нейтральных стран, которые будут работать, чтобы найти подходящее решение для Первой мировой войны. План был представлен Конгрессу Соединённых Штатов, но, несмотря на то, что вызвал интерес президента Вильсона, потерпел неудачу, когда США вступили в войну.
«В Канаде военное Сестринское дело было открыто только для подготовленных медсестер, которые служили дома и за границей в качестве сестер милосердия в медицинском корпусе канадской армии». Эти ограничения касались женщин, которые хотели выполнить свой патриотический долг, но не имели права стать сестрой милосердия. Были и другие способы, с помощью которых женщины могли непосредственно участвовать в войне через такие организации, как Ассоциация скорой помощи Сент-Джона, где они могли работать в качестве добровольных медсестер отряда помощи. Более 2000 женщин служили ВАД в течение Великой войны как дома, так и в Европе. «3000 медсестер служили в Вооружённых силах и 2 504 были отправлены за границу с канадским армейским медицинским корпусом во время Первой мировой войны». Сестрам-кормилицам присваивалось офицерское звание, которое обеспечивало им такое же звание и равное жалованье, как и мужчинам. Мнение канадского общества о военных медсестрах иллюстрирует их представления о роли женщин. Изображение женщин в романтическом ключе показывает, что работающие женщины не получили такого же признания, как мужчины, из-за репутации слабого пола. Несмотря на это неравенство в признании, «все женщины в военной форме служили постоянным символом того, насколько общество военного времени стало полагаться на способности женщин». Медсестры обычно изображались в пропаганде в униформе, состоящей из белой вуали с красным крестом, которая символизировала чистоту.
Во время Первой мировой войны в канадских вооружённых силах практически не было женщин, за исключением 3141 медсестры, служившей за границей и на внутреннем фронте. Из этих женщин 328 были награждены королем Георгом V, а 46 отдали свои жизни при исполнении служебных обязанностей. Несмотря на то, что некоторые из этих женщин получили награды за свои усилия, многие высокопоставленные военные по-прежнему считали, что они не годятся для этой работы. Когда мужчины поступали на военную службу, их рабочие места пустовали; многие женщины стремились заполнить этот пробел, не забывая о своих обязанностях по дому. Когда началась война, Лора Гэмбл записалась в медицинский корпус канадской армии, потому что знала, что её опыт работы в госпитале Торонто будет полезен для военного времени. Канадские медсестры были единственными медсестрами союзных армий, имевшими офицерский чин. Гэмбл была награждена медалью Королевского Красного Креста 2-й степени за проявленный ею «величайший такт и чрезвычайную преданность долгу». Была вручена ей в Букингемском дворце во время специальной церемонии для канадских медсестер. Практикующим врачам приходилось иметь дело с медицинскими аномалиями, которых они никогда не видели во время Первой мировой войны. Газообразный хлор то, что использовалось немцами, вызывало травмы, для которых ещё не были разработаны протоколы лечения. Единственным лечением, которое успокаивало канадских солдат, пострадавших от газа, был постоянный уход, который они получали от медсестер. Канадские медсестры были особенно известны своей добротой.
Канадцы ожидали, что женщины будут сочувствовать военным действиям, но сама мысль о том, что они будут вносить свой вклад таким физическим способом, была абсурдной для большинства. Благодаря поддержке, которую женщины оказывали с самого начала войны, люди начали понимать их ценность. В мае 1918 года состоялось совещание, на котором обсуждался вопрос о возможном создании канадского женского корпуса. В сентябре предложение было одобрено, но проект был отложен в сторону, потому что конец войны был уже близок.

### Женщина как рабочая сила
Женщины, работающие на военных заводах, были необходимы во время Первой мировой войны, поскольку трудоспособные мужчины отправлялись воевать за границу. Женщины работали билетными кассирами, пожарными, банковскими кассирами и даже инженерами, работающими с тяжёлой техникой. Хотя женщины выполняли ту же работу, что и мужчины, им платили более низкую заработную плату, и это неравенство привело к появлению первых требований о равной оплате труда. Женщины не только брались за работу, оставленную мужчинами, но и работали, чтобы обеспечить процветание отечественной экономики. Среди своих рабочих обязанностей они производили консервы и собирали средства для финансирования больниц, машин скорой помощи, общежитий и самолётов. В течение этого периода 35 000 женщин работали в военной промышленности как в Онтарио, так и в Квебеке, что для многих женщин было совершенно новым опытом. Высокий спрос на оружие привел к тому, что оружейные заводы стали крупнейшими предприятиями, основную часть рабочих которого составляли женщины в 1918 году. Для большинства канадских женщин активное участие в войне ограничивалось вспомогательной ролью на тылу либо в нетрадиционной военной работе, либо в качестве неоплачиваемых добровольцев в одной из многочисленных организаций помощи жертвам Отечественной войны. По мере того как женщины вступали в трудовую деятельность, возникали проблемы, связанные с вопросами материнства и нравственности, и хотя женщины открывали для себя новые возможности, эти изменения не привели к тому, что общество изменило свои представления о гендере. Традиционная гендерная идеология диктовала, что женщины нуждаются в наблюдении и руководстве, и их работа в военное время не изменила этого отношения. Работающая женщина считалась приемлемой для общества в то время, когда Канада находилась в состоянии войны, но после окончания войны работающая женщина должна была оставить свою работу и вернуться домой. На женщин, которые были сосредоточены на своей карьере, общество смотрело свысока, в то время как девушки, которые были самоотверженными и не просили ничего большего, были вознаграждены браком. Брак рассматривался как цель, к которой должны стремиться все девушки, поскольку без мужа женщины не будут пользоваться уважением.

## Период Второй мировой войны

### Женщина на службе

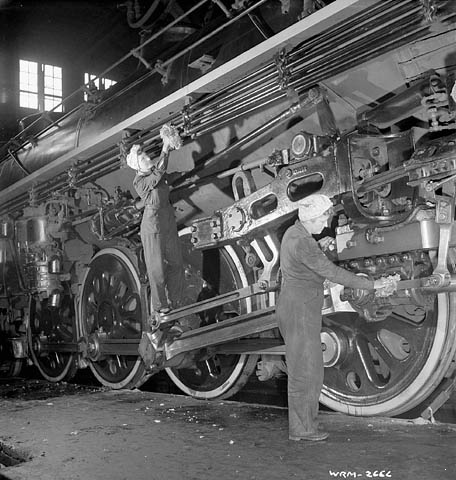
Во время Второй мировой войны женщины заменили мужчин на многих работах на локомотивном заводе. Фотография сделана в январе 1943 года.

Когда Канада объявила войну в 1939 году, женщины чувствовали себя обязанными помочь в этой борьбе. В октябре 1938 года в Виктории, Британская Колумбия, была создана женская добровольческая служба. Было проведено вербовочное мероприятие в надежде набрать около 20 новых добровольцев; более 100 женщин прибыли, чтобы присоединиться к этим усилиям. Вскоре после этого все больше британских колумбийских женщин почувствовали необходимость внести свой вклад, и когда 13-й корпус объединился с корпусом женской службы Британской Колумбии был создан. Вскоре после этого все остальные канадские провинции и территории последовали его примеру, и появились аналогичные группы добровольцев. «Мужья, братья, отцы, бойфренды — все объединились, чтобы помочь выиграть войну. Конечно, женщины тоже могли бы помочь!» Помимо Красного Креста, несколько добровольческих корпусов создали себя после вспомогательных групп из Великобритании. У этих корпусов была форма, строевая подготовка, а некоторые проходили стрелковую подготовку. Вскоре стало ясно, что единая система управления будет полезна корпусу. Добровольцы из Британской Колумбии пожертвовали по 2 доллара на оплату расходов, чтобы представитель мог поговорить с политиками в Оттаве. Хотя все политики, казалось, сочувствовали этому делу, оно оставалось «преждевременным» с точки зрения национальной необходимости.
Канада дала это разрешение позже, чем остальные страны Содружества. Британский механизированный транспортный корпус начал видеть в женщинах Канады большую ценность для военных усилий и начал рассматривать вербовку этих женщин для своих целей. В июне 1941 года им было официально разрешено вербовать женщин в Канаде для службы за границей. Очень скоро стало ясно, что англичанам было бы очень странно вербовать в Канаде, когда не существовало соответствующей Канадской службы. Вместе с тем многие женщины, принимавшие активное участие в работе различных добровольческих корпусов, не отвечали требованиям, предъявляемым к женщинам, принимаемым на военную службу. Большинство этих женщин были старше установленного возраста, не проходили тест на пригодность или имели физические или медицинские нарушения.

### Женщины и производство

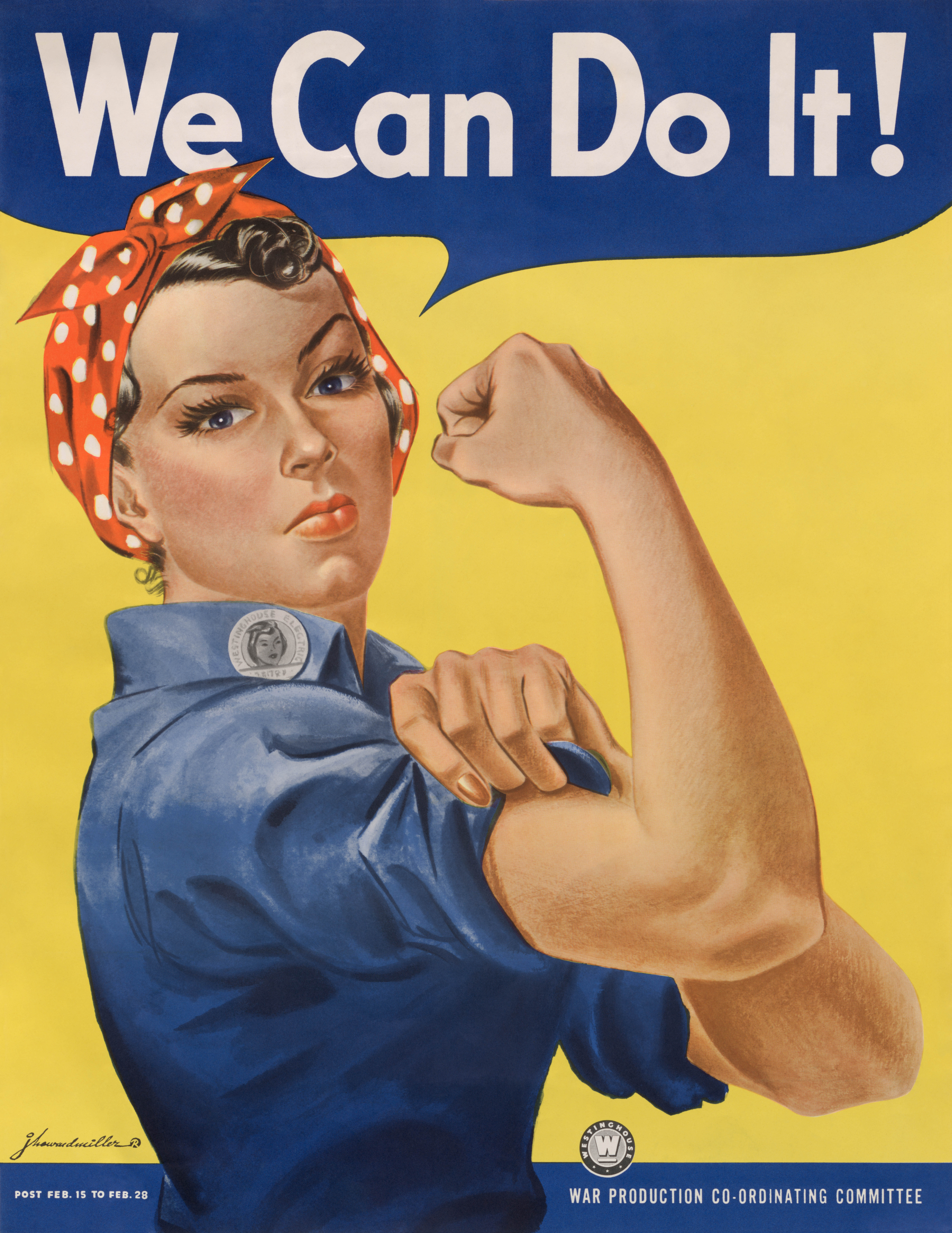
Военная промышленность активно набирала рабочих-женщин

В связи с призывом мужчин на военную службу, их места на производстве пустовали. На их рабочие места, для поддержания производства и поставки боеприпасов для военного усиления, пришли женщины, своим преуспеванием доказав возможность работы женщины на исторически сложившихся мужских специальностях. Некоторые консервативные протестующие выступали против ухода женщин из дома, утверждая, что это повредит традиционным семейным идеалам. Это было особенно выражено в Квебеке, где сильная рука Католической Церкви удерживала многих женщин от работы вне дома. Правительство поддержало идею новой необходимой рабочей силы, создав первые государственные детские сады. Хотя женщины блистали на этих должностях и даже были приняты на работу в промышленные общины, рабочие места оставались чрезвычайно гендерными, и ожидалось, что женщины покинут заводы, когда мужчины-ветераны вернутся домой. Работа женщин на фабриках во время Второй мировой войны — это самая важная роль, которую женщины играли в тылу.

### Канадский женский армейский корпус
В июне 1941 года был создан канадский женский армейский корпус. Женщины, в корпусе стали выполнять некоторые мужские функции, и работали по следующим специальностям:
- Водители лёгких механических транспортных средств
- Повара в больницах и столовых
- Клерки, машинистки и стенографистки в лагерях и учебных центрах
- Телефонные операторы и курьеры
- Столовые помощники

Корпус был официально учрежден 13 августа 1941 года, и к концу войны он насчитывал около 21 000 членов. Женщины обучались на водителей, поваров, клерков, машинисток, стенографисток, телефонисток, курьеров и квартирмейстеров. однако эти обязанности будут расширены, чтобы включить более традиционно мужские рабочие места, такие как вождение грузовиков и машин скорой помощи, а также работа в качестве механиков и операторов радаров. В то время как большинство членов корпуса служили в Канаде, три роты женщин-солдат были отправлены за границу в 1943 году. Оттава направила эти компании в Северо-Западную Европу, главным образом в качестве клерков при штаб-квартирах. Только 156 женщин служили в Северо-Западной Европе и 43 в Италии, прежде чем немцы капитулировали в 1945 году. В течение нескольких месяцев после победы союзников в Европе служили ещё сотни женщин, которые работали над сложной задачей репатриации армии в Канаду. Другие служили в канадских оккупационных войсках в Германии. В общей сложности около 3000 человек обслуживали Канаду за рубежом. Хотя ни один член корпуса не был убит в результате вражеских действий, четверо были ранены в результате немецкого ракетного удара V-2 по Антверпену в 1945 году.
Помимо канадского женского армейского корпуса женщины служили и проводили активную военную деятельность в Женской Королевской канадской военно-морской службе (это подразделение было частью Королевского Военно-Морского резерва Канады до объединения в 1968 году) и на службе канадских женских вспомогательных военно-воздушных сил и женской дивизии. Канадские женские вспомогательные военно-воздушные силы были сформированы в 1941 году как элемент Королевских канадских военно-воздушных сил. В 1942 году это подразделение было преобразовано в женскую дивизию, чтобы занять позиции, которые позволили бы большему количеству мужчин участвовать в боевых действиях.